# Anders Adamson

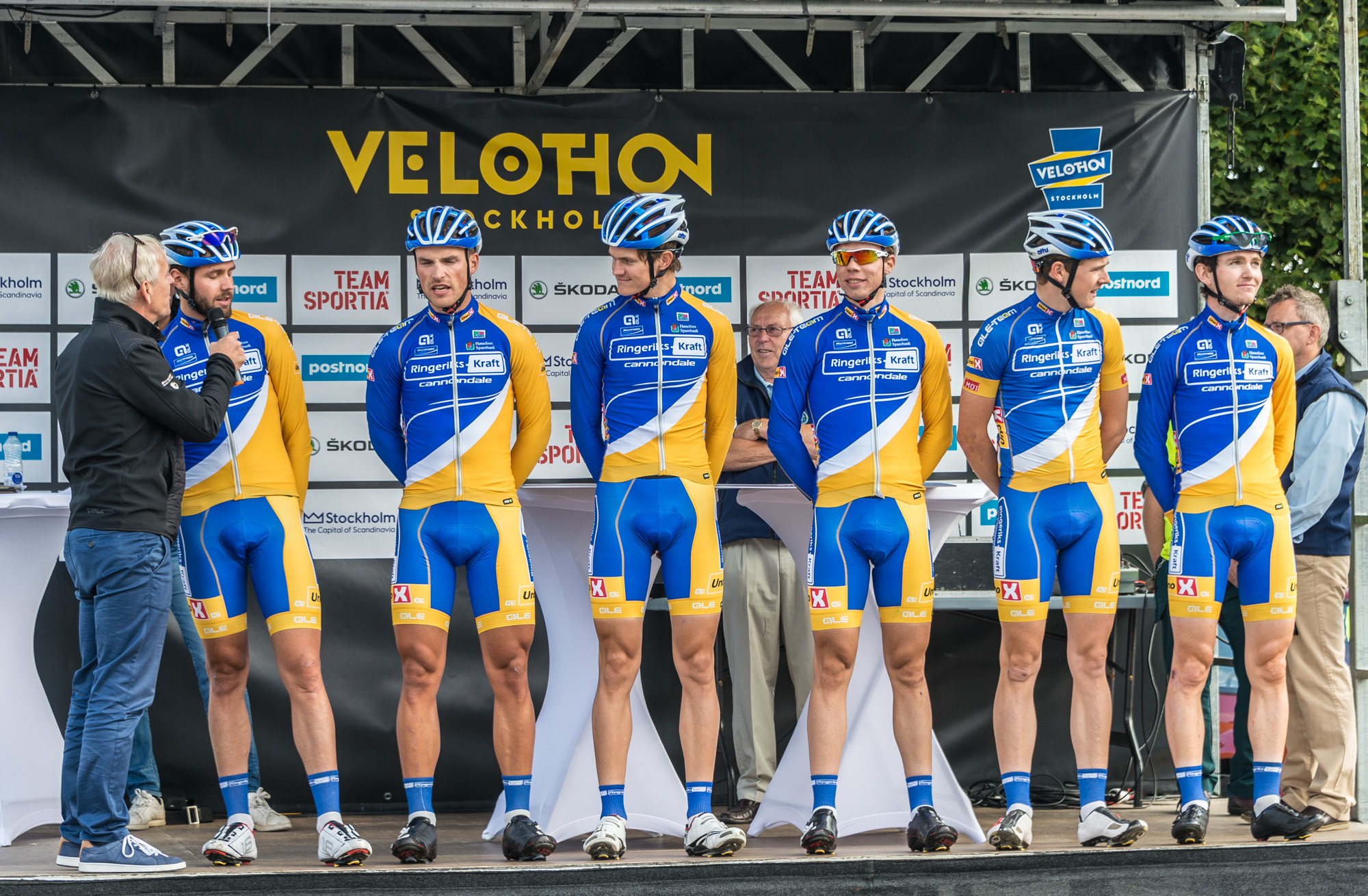
Adamson presenterar elitlagen inför Velothon Stockholm 2015.

Per Anders Adamson, född 26 juli 1957 i Örebro, Örebro län, är en svensk före detta professionell cyklist men numera sportkommentator på Eurosport. Han arbetar även som rektor för riksgymnasiet för döva och hörselskadade på Tullängsgymnasiet i Örebro. Han är far till Stefan Adamsson och son till Owe Adamson, svensk mästare i linjelopp 4 år i följd, åren 1959–1962. Anders Adamson är gift med Gun-Britt Adamson.

## Karaktär och stil
Adamson kallas av sin medkommentator Roberto Vacchi ofta för "Experternas expert". Detta är möjligen en travesti på smeknamnet på Vacchis favoritcyklist Fausto Coppi, som ibland kallades "Myternas myt".
Adamson är också berömd för att som sista ord under Eurosports Tour de France-sändningar 2003 ha yttrat "...och så ses vi igen nästa år då Fabian Cancellara kommer att vinna prologen". Mycket riktigt vann Fabian Cancellara sedan prologen i Tour de France året därpå. Värt att notera här är det faktum att detta var innan Cancellara var den dominant han sedan blev i tempodisciplinen.
År 2015 startade cykeltävlingen Velothon Stockholm där Anders Adamsson var huvudkommentator.

## Webbradio
Anders Adamson började 6 december 2010 sända webbradiokanalen Cykelradion.se tillsammans med Tomas Jennebo.

## Övrigt
Adamson är även känd för sitt stora intresse för mode inom cykelkläder.